# スパル・たかし
『スパル・たかし』は、尾玉なみえによる日本の漫画作品。『ビジネスジャンプ』（集英社）にて、連載されたギャグ漫画。全25話。タイトルは、スパルタカスをもじったもの。

## 登場人物
たかし
主人公。巨人と妖精のハーフ。
鷺巣あきな
よからぬ商売を企む少女。
ホット太郎
肥満体形で汗かきなファイター。後に引退をする。
しんいち
たかしの友人。
ゲーハルト兄さん
潔癖症で怒ると怖い。
砂花らいじ
ファイター。
まさかず
食堂の店長。
みつ子
まさかずの奥さん。
ビグ座間さん
剣闘士会会長。名前はビグ・ザムから。
立戸ほこ
ファイター。名前は盾と矛から。
ダンテ
たかしのライバル。
マスター珍
名前はミスターちんから。
L子
太った少女。
たかしの父親
たかしの父親の妖精。
じゅん子
たかしのお見合い相手の妖精。
サブロー師匠
の正体。名前は太平サブロー・シローから。ファイター名はザ・スリーメン。
ドクターやぶ
名前は藪医者から。
ナースみさえ
ドクターやぶの助手のナース。
サンタクロース
腕立て伏せが日課のサンタクロース。

## 単行本
- 尾玉なみえ 『スパル・たかし』 集英社〈ヤングジャンプ・コミックス〉、全1巻
  1. 2003年12月18日発売、ISBN 978-4-08-876872-4